# Тропеа
Тропе́а (итал. Tropea, сиц. Trupèa, Trupìa, др.-греч. Τράπεια, лат. Tropaea, Tropea, Tropeia, Portus Herculis) — город в Италии, административный центр одноимённой коммуны (района) в провинции Вибо-Валентия региона Калабрия.
Население составляет 6838 человека (на 2012 г.), плотность населения — 1,9 чел./км². Занимает площадь 3,6 км². Почтовый индекс — 89861. Телефонный код — 0963.
Покровительницами коммуны почитаются Пресвятая Богородица (Santa Madonna di Romania), празднование 27 марта, и святая Доминика.

## Города-побратимы
- Звенигород, Россия (с 2012 года)